# Ängsdvärgmal
Ängsdvärgmal (Trifurcula subnitidella) är en art i insektsordningen fjärilar som tillhör familjen dvärgmalar. 

## Kännetecken
Ängsdvärgmalen är en liten malfjäril med en vingbredd på endast 4 till 6 millimeter. Dess framvingar är mörkt brungrå på ovansidan och på undersidan finns en gulvitaktig, avlång fläck av doftfjäll. Bakvingarna är ljusare vitgråaktiga. Kroppen är försedd med en fin behåring och är brungråaktig, liksom fjärilens antenner. På huvudet varierar hårens färg från brungrå, liksom kroppens, till gulockra. Larven är klart gul i färgen.

## Utbredning
Ängsdvärgmalens utbredningsområde omfattar större delen av Europa, även om det innehåller vissa luckor. Den finns också i Tunisien. 

## Status
I Sverige är ängsdvärgmalen sällsynt och betraktad som missgynnad. Dess förekomst är ofta mycket lokal och oregelbunden och igenväxning och utdikning har en negativ påverkan på dess habitat, som vanligen utgörs av fuktiga ängar.

## Levnadssätt
Ängsdvärgmalen har fullständig förvandling. Som larv lever den på käringtand.